# Herma Marksman
Herma Mercedes Marksman (Ciudad Bolívar, Venezuela, 17 de septiembre de 1949), profesora, licenciada en historia y política venezolana. 

## Biografía
En 1984 conoció en Caracas e inició una relación amorosa con el entonces teniente coronel Hugo Chávez, ingresando desde momento al Movimiento Bolivariano Revolucionario 200 (MBR-200), del cual se encargó de llevar los archivos y datos de Historia. Organizó el creciente movimiento subversivo vinculando al MBR-200 militar con sectores intelectuales de izquierda, algunos de ellos del Partido de la Revolución Venezolana (PRV). Durante el golpe militar del 4 de febrero de 1992, se encargó de los contactos a través de llamadas telefónicas. Visitó a Chávez durante las estadías en prisión y siguió realizando coordinaciones entre los civiles relacionados al segundo golpe de Estado del 27 de noviembre de 1992. Durante estas actividades fue conocida con los sobrenombres de Anabella, Ligia, Comandante Pedro y Pedro Luis.
Culminó su relación con Chávez el 28 de julio de 1993, alejándose del movimiento decepcionada. Sin embargo guardó todos los documentos, datos y papeles del MBR-200 con los cuales ha escrito artículos y ofrecido entrevistas sobre sus tiempos de clandestinidad. Actualmente vive en Caracas y está retirada de la política a pesar de haber dado varias entrevistas oponiéndose al gobierno de Chávez.